# Criptomelano
Il criptomelano (chiamato anche ebelmenite - simbolo IMA: Cml) è un minerale relativamente comune del supergruppo dell'hollandite e del gruppo della coronadite appartenente alla minerale degli "ossidi e idrossidi" con composizione chimica K(Mn4+7,Mn3+)O16; da un punto di vista chimico è quindi un ossido di potassio-manganese.

## Etimologia e storia
Il minerale è stato trovato per la prima volta nel 1942 come componente dello psilomelano. È stato solo attraverso indagini dettagliate che è stato possibile scoprire che lo psilomelano non è un minerale indipendente, ma una miscela di vari ossidi di manganese, tra cui il criptomelano. Il nome del minerale è stato coniato da Wallace D. Richmond e Michael Fleischer, che per primi descrissero il minerale. Deriva dalle parole greche κρυπτοζ (kruptos, 'nascosto') e ρελαζ ('nero').

## Classificazione
Nella nona edizione della classificazione dei minerali di Strunz, aggiornata dall'Associazione Mineralogica Internazionale (IMA) fino al 2009, elenca il minerale nella classe "4. Ossidi (idrossidi, V[5,6] vanadati, arseniti, antimoniti, bismutiti, solfiti, seleniti, telluriti, iodati)" e da lì nella sottoclasse "4.D Metallo:Ossigeno = 1:2 e simili"; questa è ulteriormente suddivisa in base alle dimensioni dei cationi coinvolti e alla struttura del minerale, in modo che esso possa essere trovato nella sezione "4.DK Con cationi di grande dimensione (± cationi di media dimensione); strutture a tubo" dove insieme a romanèchite, stronziomelano e todorokite forma il sistema nº 4.DK.10.
Nell'edizione successiva, continuata sul database "mindat.org" e chiamata Classificazione Strunz-mindat, tale classificazione è tutto sommato mantenuta, anche se qui il criptomelano viene smistato nel sistema nº 4.DK.05a insieme a coronadite, hollandite, manjiroite e mannardite.
Nella Sistematica dei lapis (Lapis-Systematik) di Stefan Weiß il criptomelano è elencato nella classe degli "ossidi" e nella sottoclasse degli "ossidi con rapporto metallo:ossigeno = 1:2 (MO2 e composti correlati)" dove forma il "gruppo del criptomelano" con il numero di sistema IV/D.08 insieme a manjiroite, stronziomelano, priderite, henrymeyerite, ankangite, redledgeite, ferrihollandite, hollandite, coronadite e cesàrolite.
Nella classificazione dei minerali secondo Dana, il criptomelano è classificato nel gruppo degli "ossidi multipli" e poi nel sottogruppo del sistema numero 09 (chiamato anch'esso "ossidi multipli"). All'interno di questo gruppo, forma il "gruppo del criptomelano" con hollandite, manjiroite, coronadite, stronziomelano e henrymeyerite con numero di sistema 07.09.01.02.

## Chimica
Un'analisi chimica del criptomelano ha rivelato un contenuto di acqua cristallina fino al 3,5%. Il manuale Handbook of Mineralogy della Mineralogical Society of America riporta la seguente formula empirica:
{\displaystyle {\ce {(K_{0,94}Na_{0,25}Sr_{0,13}Ba_{0,10}Mg_{0,03})_{\Sigma =1,45}(Mn^{4+}_{6,33}Mn^{3+}_{1,20}Fe^{3+}_{0,30}Al_{0,15})_{\Sigma =7,98}(O,OH)_{16}}}}
La prima descrizione di Richmond e Fleischer giunge alla stessa conclusione.

## Abito cristallino
Il criptomelano cristallizza nel sistema monoclino nel gruppo spaziale I4/m (gruppo nº 87) con i parametri reticolari a = 9,956 Å, b = 2,8705 Å e c = 9,706 Å, oltre ad avere una unità di formula per cella unitaria.

## Origine e giacitura
Il criptomelano è stato rinvenuto in depositi di manganese ossidati diffusi come riempimenti di spazi aperti o in sostituzione di minerali primari contenenti manganese. Di solito lo si trova associato a pirolusite, nsutite, braunite, calcofanite, manganite e ad altri ossidi di manganese.
Ci sono circa 580 siti noti per il criptomelano; la sua località tipo si trova a Tombstone, nella contea di Cochise (Arizona, Stati Uniti).
Essendo una formazione minerale abbastanza comune, in Italia (come in altri Paesi del mondo) il criptomelano è stato ritrovato in molti siti: a Nus e Saint-Marcel (Val d'Aosta); a Mormanno (Calabria); a Tolfa e Vetralla (Lazio); a Borghetto di Vara (Liguria); a Canosio e Bricherasio, solo per citare alcune località del Piemonte; a Fluminimaggiore e Villasor (Sardegna); a Monte Argentario e a Porto Azzurro (Toscana); a Montecchio (Veneto).
Ci sono anche molti siti in Germania; nel Baden-Württemberg e nella Foresta Nera, ci sono cinque località. Ci sono diversi siti in Baviera, sia in Franconia che nell'Alto Palatinato. In Assia il minerale è stato rinvenuto nell'Odenwald e a Wetzlar e in Bassa Sassonia, è stato trovato nelle montagne dell'Harz, a Clausthal-Zellerfeld e a Lautenthal. Nella Renania Settentrionale-Vestfalia nel Sauerland e altri due nel Siegerland. Molti ritrovamenti in diversi punti della Sassonia, nei Monti Metalliferi, e altri nell'Alta Lusazia, così come in Turingia.
In Austria il criptomelano è stato trovato in Carinzia (a Friesach); nelle catene montuose delle Koralpe e della Packalpe; nel Salisburghese; in Stiria; nel Tirolo Orientale, mentre in Svizzera il minerale è stato rinvenuto a Oberhalbstein (Canton Grigioni) e a Saint-Luc (Canton Vallese).
Moltissime altre località sono sparse per tutto il mondo enei vari continenti.

## Forma in cui si presenta in natura
Il criptomelano sviluppa cristalli subedrici di dimensioni fino a 2 mm, più spesso grani finemente macinati o aggregati fibrosi a forma di uva.